# Кипрей тёмный
Кипрей тёмный (лат. Epilobium obscurum) — многолетнее травянистое растение, вид рода Кипрей (Epilobium) семейства Кипрейные (Onagraceae).
По классификации, использованной в издании Флора СССР 1949 г., относится к группе кипреев с цельным (булавовидным или головчатым) рыльцем (секция Synstigma), подсекция Obovoideae, отличающейся обратнояцевидными семенами.

## Ботаническое описание
Многолетнее травянистое растение. Отличается от схожего внешне вида Кипрей сродственный наличием ползучих побегов.
Стебель тёмно-зеленый или красноватый, крепкий, прямой или слегка восходящий, от простого до сильно ветвистого. В нижней части голый, выше покрытый мелкими прижатыми курчавыми волосками, наиболее густыми в соцветии. Из нижних узлов выходят длинные восходящие, укореняющиеся в основании побеги с листьями. Высота 20-100 см.
Листья от тонких и слабых до толстоватых и упругих, короткочерешковые или сидячие, заостренные, от яйцевидных до узко-ланцетных. Опушение практически отсутствует, имеется лишь по главной жилке с нижней стороны. Размеры 5-8 см длиной, 1,5-2 см шириной. На боковых побегах более короткие и менее зубчатые, чем на главном стебле и его верхних ветвях.
Бутоны яйцевидные, тупые или слегка заостренные, до роспуска поникающие, покрыты густыми прижатыми волосками. Цветки небольшие, 5-7 мм длиной. Лепестки лиловато-розовой окраски, яйцевидно-клиновидные с острым вырезом. Рыльце узко булавовидное.
Коробочка покрыта мелкими прижатыми волосками, 5-7 см длиной на ножке в 1-2 см. Семена пепельные, обратнояйцевидные, густо покрыты короткими сосочками, без прозрачного придатка на конце.
Хромосомное число 2n = 36.

## Распространение и экология
Ареал распространения охватывает юг Скандинавии, Среднюю и Атлантическую Европу, запад и восток Средиземноморского региона, Балканы и Малую Азию.
В России встречается на европейской части.
Произрастает по берегам речек, ручьев, во влажных лесах и лугах.

## Классификация

### Таксономическое положение
- Epilobium obscurum Schreb., 1771, Spic. Fl. Lips. : 147, 155

Вид Кипрей тёмный входит в род Кипрей (Epilobium) семейства Кипрейные (Onagraceae) порядка Миртоцветные (Myrtales) последовательно входящий в клады Мальвиды → Розиды → Суперрозиды → Эвдикоты → Цветковые растения. Таксономическая схема в соответствии с Системой APG IV по состоянию на декабрь 2023 года:
|  |                          |  |                                   |                                   |                     |  | еще 8 семейств | еще 8 семейств |                   |  |  |  | еще 261 подтвержденный вид и 147 таксонов в статусе "неподтвержденных" |
|  |                          |  |                                   |                                   |                     |  | еще 8 семейств | еще 8 семейств |                   |  |  |  | еще 261 подтвержденный вид и 147 таксонов в статусе "неподтвержденных" |
|  |                          |  |                                   | порядок Миртоцветные              |                     |  |                |                | род Кипрей        |  |  |  |                                                                        |
|  |                          |  |                                   | порядок Миртоцветные              |                     |  |                |                | род Кипрей        |  |  |  |                                                                        |
|  | клада Цветковые растения |  |                                   |                                   | семейство Кипрейные |  |                |                | вид Кипрей тёмный |  |  |  |                                                                        |
|  | клада Цветковые растения |  |                                   |                                   | семейство Кипрейные |  |                |                |                   |  |  |  |                                                                        |
|  |                          |  | ещё 63 порядка цветковых растений | ещё 63 порядка цветковых растений |                     |  |                | еще 21 род     | еще 21 род        |  |  |  |                                                                        |
|  |                          |  |                                   | ещё 63 порядка цветковых растений |                     |  |                |                | еще 21 род        |  |  |  |                                                                        |

### Синонимы
- Chamaenerion obscurum Schreb.
- Chamaenerion ramosissimum Moench
- Epilobium ambiguum Fr.
- Epilobium chordorrhizum Fr.
- Epilobium decumbens Dumort.
- Epilobium erectum Petrie
- Epilobium fennicum Laest. ex Hausskn.
- Epilobium foliosum Dörfl.
- Epilobium gemmascens Lange
- Epilobium gemmiferum Willk. & Lange
- Epilobium junceum subsp. microphylla Hausskn.
- Epilobium junceum var. macrophyllum Hausskn.
- Epilobium junceum var. macrophyllum (Hausskn.) Cheeseman
- Epilobium madeirense Hausskn.
- Epilobium obscurum Rchb.
- Epilobium obscurum var. foliosum Ficinus
- Epilobium purpurascens Gilib.
- Epilobium ramosissimum Hegetschw.
- Epilobium tetragonum Pollich
- Epilobium virgatum Lam.